# 綾小路高有
綾小路高有（あやのこうじ たかあり、文禄4年（1595年） - 正保元年（1644年）1月25日）は、安土桃山時代から江戸時代初期にかけての公卿。
五辻之仲の次男。戦国時代に一時断絶した綾小路家を再興し、第8代当主となる。

## 官歴
- 慶長18年（1613年）：従五位下、侍従。
- 慶長19年（1614年）：右少将
- 元和3年（1617年）：従五位上
- 元和5年（1619年）：正五位下
- 寛永2年（1625年）：従四位下
- 寛永4年（1627年）：右中将
- 寛永5年（1628年）：従四位上
- 寛永10年（1633年）：従三位
- 寛永18年（1641年）：正三位
- 寛永20年（1643年）：参議

## 系譜
- 父：五辻之仲
- 兄：滋野井季吉
- 弟：五辻奉仲
- 弟：五辻斉仲
- 子：綾小路俊景